# 欧特里勒沙泰勒
欧特里勒沙泰勒（法語：Autry-le-Châtel，法語發音：[otʁi lə ʃatɛl]）是法国卢瓦雷省的一个市镇，位于该省东南部，属于蒙塔日区。

## 地理
欧特里勒沙泰勒（47°35'51"N, 2°36'8"E）面积50.56 平方千米，位于法国中央-卢瓦尔河谷大区卢瓦雷省，该省份为法国中北部省份，北起埃松省，西北接厄尔-卢瓦省，西南接卢瓦-谢尔省，南至涅夫勒省和谢尔省，东临约讷省，东北接塞纳-马恩省。
与欧特里勒沙泰勒接壤的市镇（或旧市镇、城区）包括：布朗卡福尔、贝里地区塞尔努瓦、库隆、普瓦伊莱日安、卢瓦尔河畔圣布里松、卢瓦尔河畔圣菲尔曼、奥克尔河畔圣马丹。

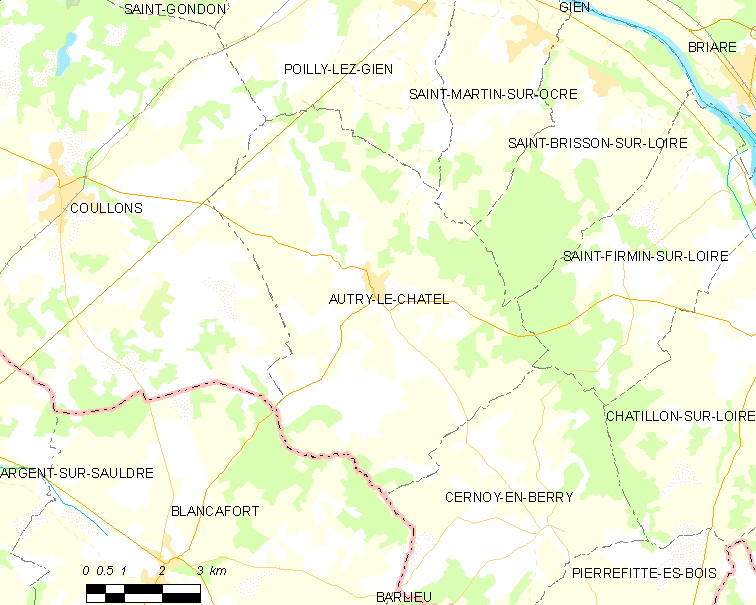
欧特里勒沙泰勒的OSM定位图

欧特里勒沙泰勒的时区为UTC+01:00、UTC+02:00（夏令时）。

## 行政
欧特里勒沙泰勒的邮政编码为45500，INSEE市镇编码为45016。

## 政治
欧特里勒沙泰勒所属的省级选区为日安县。

## 人口

1962-2008年间欧特里勒沙泰勒人口变化图示

欧特里勒沙泰勒于2022年1月1日时的人口数量为858人。